# دافي ألان
دافي ألان (بالإنجليزية: Davie Allan)‏ هو عازف قيثارة أمريكي، ولد في القرن العشرين.

## وصلات خارجية
- دافي ألان على موقع IMDb (الإنجليزية)
- دافي ألان على موقع ميوزك برينز (الإنجليزية)
- دافي ألان على موقع أول ميوزيك (الإنجليزية)
- دافي ألان على موقع ديسكوغز (الإنجليزية)